# فرمول خوش‌فرم

فرمول یک زبان رسمی از یک مجموعه خاص رشته نمادها است. قضایای یک تئوری خاص رسمی یک زیر مجموعه از مجموعهٔ فرمول هاست.

در منطق ریاضی، یک فرمول خوش‌فرم یا دیسول خوش‌دیسه (که به صورت wff نشان داده می‌شود) اغلب فرمول را ساده می‌کند آن‌ها بیشتر، یک توالی متناهی از نمادهای یک الفبای متعلق به یک زبان رسمی می‌باشند. یک زبان رسمی با مجموعه‌ای از فرمول‌های موجود در آن زبان شناخته می‌شود.
یک فرمول، شیئی ترکیبی است که می‌تواند برای انجام یک تفسیر با معنی باشد. دو راه حلی که از فرمول‌ها استفاده می‌کنند، راه حل هایی با منطق گزاره‌ای و منطق مسندی هستند.

## حساب گزاره‌ای
فرمول‌های محاسبات گزاره‌ای " که همچنین فرمول‌های گزاره‌ای نامیده می‌شوند"اصطلاحاتی هستند نظیر {\displaystyle (A\land (B\lor C))}. تعریف آنها شروع می‌شود با انتخاب دلخواه از مجموعه‌ای V از متغیرهای گزاره‌ای. الفبای متشکل از حروف V همراه با نمادها برای روابط گزاره‌ای و پرانتز "(" و ") " که همه آنها در نظر گرفته نمی‌شود در Vاست.
فرمول‌های خوش فرم منطقی را می‌توان به صورت استقرایی زیر تعریف کرد:
- هر متغیر گزاره‌ای به خودی خود یک فرمول است.
- اگر φ یک فرمول باشد پس {\displaystyle \lnot }φ هم یک فرمول است.
- اگر φ و ψ فرمول باشند و • یک رابط دودویی باشد سپس (φ • ψ) یک فرمول است. در اینجا • می‌تواند (و نه محدود به) اپراتورهای رایج ∨های ∧, →, یا ↔

به عنوان مثال
(p→r)∧(p→q)
یک WFF است؛ ولی فرمول:
(pr)∧(p→q)
یک WFF نیست. زیرا از نظر دستوری درست نیست.
معمولاً برای ساخت یک فرمول خوش تعریف عملگرهای متنوعی در کنار هم قرار داده می‌شوند. به عنوان مثال عبارت p+q.r را در نظر بگیرید. مسئله‌ای که مطرح است این است که کدام یک از عملگرها را زود تر بررسی کنیم. به عنوان مثال r=F و p=q=T آنگاه دو حالت رخ می‌دهد.
حالت اول:اگر ابتدا + و سپس. عمل کند آنگاه ارزش عبارت برابر False خواهد بود.
حالت دوم:اگر ابتدا؛ و سپس + عمل کند آنگاه ارزش عبارت برابر True خواهد بود.
ترتیب اولویت‌ها به صورت زیر است:
۱-پرانتز () ۲-نقیض ~ ۳-ترکیب عطفی ∧ ۴-ترکیب فصلی ∨ ۵-ترکیب شرطی → ۶-ترکیب هم‌ارزی ↔
بالاترین اولویت مربوط به پرانتز و کمترین آن مربوط ترکیب هم‌ارزی می‌باشد. اگر دو عملگر در یک عبارت اولویت یکسانی داشته یاشند، عملگری که در سمت چپ عمگر دیگر قرار گرفته است اولویت بالاتری دارد. به عنوان مثال عبارت p→q∧r∨s→t را می‌توان به صورت عبارت زیر پرانتز بندی کرد؛ که این پرانتز بندی ترتیب اعمال عملگرها رو به طور کامل نشان می‌دهد.
((p→((q∧r))∨s))